# Nicole Temmink
Nicole Temmink (Slagharen, 22 maart 1987) is een Nederlands voormalig politica. Zij was in 2023 korte tijd lid van de Tweede Kamer der Staten-Generaal. Temmink is lid van de Socialistische Partij (SP).

## Loopbaan
Temmink groeide op in Slagharen en studeerde vanaf 2005 eerst rechten en vervolgens filosofie aan de Rijksuniversiteit Groningen. Ze werd actief in de lokale afdeling van de SP en werd in 2012 lid van de Groningse gemeenteraad. Ze was werkzaam voor het landelijk partijkantoor van de SP en later als fractiemedewerker in de Tweede Kamer. In 2015 verhuisde ze naar Amsterdam en verliet ze de gemeenteraad van Groningen. Bij de gemeenteraadsverkiezingen van 2018 werd ze gekozen in de gemeenteraad van Amsterdam. In 2020 stopte ze met het raadswerk omdat het lastig te combineren was met haar werk voor de SP-fractie in de Tweede Kamer en omdat ze buiten Amsterdam een nieuwe woning zocht.
Bij de Tweede Kamerverkiezingen 2021 stond ze op de dertiende plaats op de kandidatenlijst van de SP. Na het vertrek van Renske Leijten werd Temmink op 5 juli 2023 beëdigd als Kamerlid. Ze stond bij de Tweede Kamerverkiezingen 2023 op een zevende plek op de kandidatenlijst. Doordat de SP naar vijf zetels zakte, werd ze niet herkozen. Op 5 december 2023 nam zij afscheid van de Tweede Kamer.

## Privéleven
Temmink woont in Zwolle en is moeder van een zoon.

## Verkiezingsuitslagen

### Landelijke verkiezingen
| Verkiezingen                  | Plaats Temmink | Zetels SP | Aantal stemmen |
| ----------------------------- | -------------- | --------- | -------------- |
| Tweede Kamerverkiezingen 2017 | 30 (lijst SP)  | 14        | 766            |
| Tweede Kamerverkiezingen 2021 | 13 (lijst SP)  | 9         | 2.370          |
| Tweede Kamerverkiezingen 2023 | 7 (lijst SP)   | 5         | 2.865          |

### Lokale verkiezingen
| Verkiezingen                                | Plaats Temmink | Zetels SP | Aantal stemmen |
| ------------------------------------------- | -------------- | --------- | -------------- |
| Gemeenteraadsverkiezingen 2010 in Groningen |                |           | 101            |
| Gemeenteraadsverkiezingen 2014 in Groningen | 5              |           | 284            |
| Gemeenteraadsverkiezingen 2018 in Amsterdam | 3              |           | 4.199          |
| Gemeenteraadsverkiezingen 2022 in Zwolle    | 19             |           | 39             |